# Геокешинг
Геокешинг (на английски: geocaching), от Geo – Земя и cache – тайник, буквално земен тайник, е игра, в която участниците използват GPS приемник или друга навигационна техника, за да крият и откриват различни по големина контейнери (наричани „геокешове“ или просто „кешове“, на английски: geocaches или caches) практически навсякъде по света.
Типичният геокеш е малък водонепроницаем контейнер, съдържащ дневник (logbook) и „съкровище“ – обикновено някакви играчки или дребни предмети с незначителна парична стойност. Има скрити геокешове в над 100 държави по света и на всички седем континента, включително Антарктида.

## История
Геокешингът е подобен на играта letterboxing, която има 150-годишна история, но която не е развита в България изобщо. Геокешингът възниква скоро след премахването на т.нар. избирателен достъп (на английски: Selective Availability) до GPS в 00:00 часа Координирано универсално време на 2 май 2000, тъй като повишената точност на системата позволява поставянето и последващо локализиране на малки контейнери. Първото документирано поставяне на геокеш е извършено на 3 май 2000, от Дейв Улмър (Dave Ulmer). Координатите на мястото се публикувани в Usenet новинарската група sci.geo.satellite-nav . До 6 май 2000, кешът е открит два пъти, но само едното от двете посещения е отразено в дневника на кеша.

### Произход на името
Първоначално играта се нарича GPS stash hunt или gpsstashing. Това обаче е променено след обсъждане в дискусионната група gpsstash на eGroups (сега Yahoo!). На 30 май, 2000, Matt Stum предполагайки, че „stash“ може да носи негативни конотации, предлага вместо това да се използва „geocaching“.

## Геокешинг в България
| Година | Геокешове   | Геокешове |
| Година | Публикувани | Активни   |
| ------ | ----------- | --------- |
| 2002   | 4           | 2         |
| 2003   | 1           | 0         |
| 2004   | 0           | 0         |
| 2005   | 6           | 4         |
| 2006   | 25          | 16        |
| 2007   | 56          | 27        |
| 2008   | 114         | 77        |
| 2009   | 154         | 92        |
| 2010   | 219         | 131       |
| 2011   | 219         | 139       |
| 2012   | 435         | 259       |
| 2013   | 381         | 253       |
| 2014   | 283         | 205       |
| 2015   | 296         | 245       |
| 2016   | 313         | 252       |

Първият известен геокеш в България е GCRILA и е поставен от играч с псевдоним Virag Tibor (най-вероятно чужденец) на 30 март 2002 г. в района на Рилския манастир. До края на 2002 г. на www.geocaching.com са регистрирани още 3 кеша. През 2003 – 2005 година броят на кешовете нараства незначително, което най-вероятно е свързано с факта, че любителските GPS-приемниците като цяло са непопулярни в България най-вече поради високата си цена и липсват активни български участници. От 2006 г. интересът към играта в България се засилва значително. Статистика на геокешовете в България, регистрирани на www.geocaching.com по години:
По-пълни и актуални статистични данни за българските геокешове може да се намерят на www.geocaching-bg.org – официалния сайт на българската геокешинг общност.
През май 2008 е отсечена и първата българска геомонета – „Bulgarian mystic geocoin“. Геомонетата е с формата на седемлъчевата бронзова розета от Плиска, открита при разкопки през 1961 година (датирана към 7 – 9 век). Геомонетата е проследима на www.geocaching.com.

## Геокешове
За създаване на традиционен геокеш, играчът скрива водонепроницаем контейнер, съдържащ дневник (евентуално молив или химикал) и разни дребни предмети или друг вид „съкровище“. След това заснема координатите на скривалището и заедно с допълнително описание на мястото (напр. история, указания, подсказвания и др.) ги публикува в Интернет, на някой от специалните сайтове, посветени на играта. По този начин останалите участници имат възможност да вземат координатите от сайта и да търсят кеша, използвайки ръчен GPS приемник. Откривайки кеша, играчът записва посещението си в дневника и на сайта, от който е взел координатите. Ако желае, играчът може да вземе нещо от кеша, като в замяна също трябва да остави някъкъв предмет (със същата или по-висока стойност). По този начин, за следващите играчи, които ще намерят кеша, също има „съкровище“, което да открият.
Обикновено „съкровищата“ в кеша нямат висока парична стойност, но може да имат емоционална стойност за този, който ги намери. В допълнение към дневника, съдържанието на кеша може да бъде необичайни и/или интересни монети, малки играчки, значки, CD, книги и др. Често, в кеша могат да бъдат открити специални предмети, всеки от които има свой собствен уникален номер, благодарение на който е възможно да бъдат проследявани. На английски тези предмети се наричат trackables („проследими“). Това са т.нар. „пътешественици“ (на английски: travel bugs) и геомонети (на английски: geocoins), които се местят от един кеш в друг, а пътешествието им може да бъде регистрирано и проследено онлайн. Понякога, играч който създава кеш, може да остави в него и предмети с по-висока стойност като специална награда за играча, който пръв намери кеша, или ако кешът е скрит на труднодостъпно място и/или изправя търсещия пред някакво по-голямо предизвикателство.
Самите геокешове могат да бъдат с различна големина – от кутийка за фотографска лента (която е твърде малка, за да съдържа нещо друго освен малък дневник) до кутии с наистина много големи размери.
Хората, които не са запознати с играта, обикновено са наричани гео-мъгъли или просто мъгъли, като терминът е заимстван от книгите за Хари Потър. На английски се използва и терминът „muggled“, ако кеш бъде унищожен или откраднат. Геокешър, който открие, че даден кеш е унищожен или откраднат, би следвало да отбележи на сайта, където е публикуван кешът, че той има нужда от поддръжка. По този начин собственикът на кеша получава съобщение, че кешът трябва да бъде поправен или възстановен. В случай, че собственикът на кеша няма възможност да възстанови липсващ кеш, същият може да бъде „осиновен“ или в краен случай ще бъде архивиран (деактивиран).

### Видове геокешове
Съществуват различни видове кешове. Някои са изключително лесни и могат да бъдат „открити“ много бързо, докато играчът просто минава случайно в близост до мястото („drive-bys“, „park 'n' grabs“ („PNGs“) или „cache and dash“). Други кешове са много трудни, включително мулти кешове, състоящи се от няколко отделни етапа . Има примери за кешове, които се намират под вода, на дърво, на височина 15 m , високо в планина , на континента Антарктида  и отвъд Арктическия кръг . Има скрит геокеш и на връх Еверест, на височина 7570 метра надморска височина. . Всеки от сайтовете, на които се публикуват геокешове, следва собствена политика какви точно кешове да приема за публикация (например Geocaching.com не публикува нови уебкам, виртуални или подвижни геокешове).
Някои от възможните типове геокешове са (неизчерпателен списък):
- Традиционен (Traditional): Това е основният тип геокеш. Представлява контейнер с дневник (поне), който се намира на координатите, които са публикувани и може да съдържа предмети за размяна.
- Нощен (Night Cache): Вариант на традиционния геокеш. Може да бъде открит нощем, с помощта на фенерче, като се следва поредица от рефлектори, които водят до финалните координати на кеша.
- Събитие (Event Cache): Това е събитие, което е организирано от и в което участват геокешъри и самото събитие представлява геокеш. Понякога по време на такива събирания временно се скриват и реални контейнери, които са налични за откриване само за времето на събитието.
- Cache-In Trash-Out (CITO) събитие: Това е вариант на кеша-събитие. При него геокешърите се събират, за да почистят със съвместни усилия даден район от боклуци.
- Двищещ се (Moving/Traveling): Подобен на традиционния геокеш, този тип геокеш може да бъде намерен на публикуваните координати. Играчът, който го намери се записва в дневника, евентуално разменя предмети и след това скрива кеша на ново място и публикува новите координати.
- Мулти кеш (Multi-cache): Този тип геокеш се състои от няколко етапа. На практика има няколко междинни точки, всяка от които съдържа координатите за следващата междинна точка или координатите на последната точка, където реално се намира кутията с дневника и предметите за размяна.
- Мистериозен/Пъзел кеш (Mystery/puzzle-based): Този тип кеш изисква откриването на някаква информация или решаването на някаква задача. По принцип се публикуват неверни координати, които се намират в близост до истинското местоположение на кеша и играчът трябва да реши някакъв пъзел за да намери истинските координати. В други случаи се публикуват истински координати, но това което се намира на публикуваните координати само по себе си съдържа пъзел, решаването на който води до истинското местоположение на кеша. Възможно е да има и определени изисквания, които трябва да бъдат спазени, за да бъде възможно регистриране онлайн.
- Офсет кеш (Offset): Това е кеш, подобен на мулти-кеш, с изключение на това, че първоначалните координати са на място където е налична информация за определяне на истинските координати на кеша. Например ако играчът, отивайки на мястото, чиито координати са публикувани, намери табела, на която има някакви числа, които могат да бъдат трансформирани в истинските координати.
- Виртуален (Virtual): При този тип кешове липсват традиционната кутия, дневник и предмети за размяна. Вместо това на мястото има някакъв обект. Като доказателство, че кешът наистина е бил открит/посетен, играчът трябва да изпрати електронно писмо на собственика на кеша, като предостави информация получена на мястото – например дата или име, които са били на някоя табела или трябва да публикува своя снимка на мястото, с GPS приемник в ръка.
- Earthcache: Това са кешове организирани и поддържани от Американското геоложко общество (Geological Society of America). На мястото на кеша, играчът намира не контейнер и предмети за размяна, а някакъв образователен материал за Земята. Изключително важно условие, кешът да бъде одобрен и публикуван е описанието му да съдържа образователна информация от науките за земята свързана с района на кеша и задача, която реално да направи участника съпричастен към геологията. EarthCache се предлагат на www.earthcache.org и след това се прехвърлят към сайта geocaching.com, в процеса на преглед.
- Уебкам кеш (Webcam): Подобен на вируалния тип кеш – няма контейнер, дневник и предмети за размяна. Вместо това координатите са на място с публично достъпна уебкамера. Вместо записване в дневника, играчът следва да представи снимка от уебкамерата като доказателство.

### Геокешинг без разпечатки (Paperless geocaching)
Геокешинг без разпечатки (Paperless geocaching) е процесът на използване на PDA или друго електронно устройство с цел да се играе, без да е необходимо разпечатване на описанията на геокешовете. Също така, по този начин играчите получават възможност да поиграят, ако неочаквано имат свободно време и имат със себе си описанието на кешовете в съответния район.

## Етика
Поради самото естество на играта, ако не се спазват определени правила, играчите може да застрашат самите себе си, други играчи или странични хора, които не участват в играта. Geocaching.com има насоки за скриване на кеш който се публикува на сайта. Други сайтове, като Terracaching.com и Geocaching with Navicache.com, имат свои собствени правила, относно приемливите за публикуване кешове. В САЩ много институции също имат приети правила, относно поставянето на кешове на територия, която е тяхна собственост или под тяхно управление.
В случаите, когато кешът е скрит в оживен район, търсенето на кеша изисква много търпение, такт и майсторство, така че да не се привлече вниманието на незапознатите с играта (т.нар. мъгъли). Обикновено това се отчита, както от скриващия кеша, така и от тези които го търсят впоследствие. Недостатъчното внимание в това отношение, може да предизвика излишна паника и намеса на полицията, провокирана от „подозрителните“ действия на играчите. Има известни случаи, когато се е стигало до намеса на анти-бомбените отряди на полицията, които в крайна сметка откриват безобиден кеш или директно го унищожават.

## Сайтове за геокешинг
Има голям брой сайтове, на които може да се публикуват геокешове. Първият и най-големият от тях е Geocaching.com, който се появява през 2000 г. Този сайт има регистрирани членове от цял свят и стотици хиляди публикувани кешове. Геокешовете се одобряват за публикуване от доброволци, организирани на регионален принцип. Сайтът е насочен към това, да популяризира спорта геокешинг като занимание за цялото семейство. Освен платеното членство (premium membership) на сайта, е възможно и обикновено, безплатно членство, което осигурява достъп до почти цялата богата база данни с кешове. Разликата е, че платеното членство дава някои предимства от гледна точка на функционалност на сайта – напр. по отношение практикуването на геокешинг без разпечатки, както и достъп до определен брой кешове, които са достъпни само за платените членове.
Следващият сайт, който предлага собствена база данни с кешове е Geocaching with Navicache.com. Започвайки като регионален списък с кешове около февруари 2001 г., Navicache.com бързо набира популярност всред играчи, които търсят по-малко рестриктивни алтернативи за публикуване на кешовете си в сравнение с наличните към онзи момент. Сайтът продължава да се разраства и макар че част от публикуваните кешове могат да бъдат открити публикувани и на други сайтове, Navicache.com предлага и голям брой уникални кешове. За разлика от комерсиалните сайтове, Navicache.com публикува почти всички видове кешове и в никой случай не изисква такса за достъп до базата данни. Принципно всички предложени за публикуване кешове минават процес на проверка и верификация, но правилата, които се следват, са доста либерални.
Алтернативен сайт е и TerraCaching.com, чиято цел е да привлича играчи, които публикуват и търсят кешове, които по някакъв начин са с по-високо „качество“. За целта играчите оценяват откритите от тях кешове.
В САЩ, където се хостват повечето от сайтовете, публикуващи кешове, координатите на кеша не са защитени, но самата информация за кеша е.

### Сайтове, публикуващи геокешове
- Buxley's Geocaching Waypoint – Компилатор с кешове от различни сайтове
- earthcache.org – Сайт с всички EarthCaches по света; Правила за публикуване на EarthCache, често задавани въпроси и др. информация.
- Geocaching.com (Groundspeak) – Сайт с публикувани кешове от цял свят
- Geocaching.com.au – Сайт с геокешове в Австралия и Нова Зеландия; не е свързан с www.geocaching.com на Groundspeak
- Geocachen.be – Сайт с геокешове в Белгия
- Geocaching.de – Сайт с геокешове в Германия
- Geocaching.dk Архив на оригинала от 2008-07-21 в Wayback Machine. – Сайт с геокешове в Дания
- Geocaching.fi – Сайт с геокешове във Финландия
- Geocaching.hu – Сайт с геокешове в Унгария; не е свързан с Groundspeak
- Geocaching.nl – Сайт с геокешове в Холандия
- Geocaching.pt – Сайт с геокешове в Португалия
- Geocaching.ro Архив на оригинала от 2012-01-05 в Wayback Machine. – Сайт с геокешове в Румъния
- Geocaching.sk Архив на оригинала от 2014-11-19 в Wayback Machine. – Сайт с геокешове в Словакия
- Geocaching.se – Сайт с геокешове в Швеция
- Geocaching.su – Сайт с геокешове в Русия и другите бивши съветски републики; не е свързан с Groundspeak
- Geocaching.uk Архив на оригинала от 2011-07-11 в Wayback Machine. – Официална страница на UK Geocaching; не е свързан с Groundspeak
- Geocaching Association of Great Britain официално призната от Groundspeak and Geocaching.com
- GPSGames.org Архив на оригинала от 2013-04-06 в Wayback Machine. – международен сайт за геокешинг и други подобни дейности
- Navicache – международен сайт за геокешинг
- Opencaching CZ – Сайт с геокешове в Чехия
- Opencaching DE – Сайт с геокешове в Германия
- Opencaching PL – Сайт с геокешове в Полша
- Rejtekhely.ro – Сайт с геокешове в Трансилвания
- Starte.no Архив на оригинала от 2008-07-08 в Wayback Machine. – Норвежки портал, посветен на геокешинг.
- TerraCaching – международен сайт за геокешинг

### Ръководства и друга помощна информация
- Cacheopedia.com Архив на оригинала от 2008-10-06 в Wayback Machine.
- Ръководство за начинаещи геокешъри
- GeoLex – The Lexicon of Geocaching Богат речник с термини и съкращения от геокешинга.
- TerraCaching 101 Въведение в TerraCaching

### Политики за публикуване на кешове
- Geocaching Policy website Public land policies regarding Geocaching and related activities
- The Geocachers' Creed A voluntary set of principles for placing and hiding geocaches
- Сайт на инициативата Cache in Trash Out

|  | Тази страница частично или изцяло представлява превод на страницата Geocaching в Уикипедия на английски. Оригиналният текст, както и този превод, са защитени от Лиценза „Криейтив Комънс – Признание – Споделяне на споделеното“, а за съдържание, създадено преди юни 2009 година – от Лиценза за свободна документация на ГНУ. Прегледайте историята на редакциите на оригиналната страница, както и на преводната страница, за да видите списъка на съавторите. ВАЖНО: Този шаблон се отнася единствено до авторските права върху съдържанието на статията. Добавянето му не отменя изискването да се посочват конкретни източници на твърденията, които да бъдат благонадеждни. |